# Брабант
Брабант бивша покрајина Белгије распрострањена у средишњем дјелу земље. Заузима брежуљкасто подручје између ријека Меза и Шелда.
Развијена индустрија, земљорадња и сточарство.
Површина Брабанта: 3,371 кm².
Становништво: 2,243,000 становника (1990).
Покрајина Брабант је 1995. подјељена на три дијела: Фламански Брабант, Валонски Брабант, регион главног града Брисела.

## Историја
Брабант је историјска покрајина која је обухватала данашње белгијске покрајине бившег Брабанта и Антверпен и холандску покрајину Сјеверни Брабант.
Након слома Западног римског царства то су подручје заузели Салијски Франци. У другој половини 9. вијека Брабант је са Лореном припао Источнофраначкој држави, а 1190. године грофови од Левена постају војводама од Брабанта. У Брабанту се у средњем вијеку интензивно развија трговина и сукнарство. У 14. вијеку он је поприште борби обртничких цехова с феудалцима, у току којих долази до емиграције сукнара у Италију и Енглеску. У 15. и 16. вијеку Брабант је био жариште јаке културне и умјетничке активности (универзитет у Левену већ 1425. године). Године 1430. дефинитивно је припао Бургундији, а од 1477. у власти је Хабсбурговаца све до 1648, кад је његов сјеверни дио припао независној Уједињеној Низоземској, а јужни дио шпанској Низоземској, односно (од 1714) аустријској Низоземској. 1830. године Брабант је подијељен: покрајине Антверпен и Брабант са Бриселом припале су Белгији, а Сјеверни Брабант Низоземској.